# Мордовская аристократия
Мордовская аристократия — правители раннегосударственных объединений мордовских народов мокши и эрзи; категория служилых феодалов, обладавших привилегиями (князья, мурзы, служилые люди, казаки).

## История
В начале II тыс. н. э. у мордвы появились раннефеодальные государственные образования, во главе которых стояли мордовские князья. В XIII-XIV веках вотчины мордовских князей располагались на землях Мещеры и по Мокше, левобережью и водоразделу Алатыря, Оки и Тёши, под Нижним Новгородом и в районе города Мурома. Мордовские княжеские фамилии известны с XV века. Так, в документах этого периода упоминается об эрзянском князе Ромодане и мокшанском князе Мокшазарове.
Один из князей Ромодановых в ходе Ливонской войны 1558—1583 получил поместье на западе Российского государства (в дальнейшем оно стало называться Ромодановским), другой — в 1-й пол. XVII века приобрёл значительные лесные массивы у темниковских мокшан в Присурье, где основал крупнейшую вотчину с центром в селе Большие Березники. В XVII веке потомки мордовских князей привлекались для несения сторожевой и казачьей службы на Дону, они селились с русскими и татарскими казаками вдоль Белгородско—Симбирской укреплённой линии. По данным Алатырской, Атемарской, Верхнеломовской, Керенской и Пензенской десятен, на указанной черте несли службу 61 мордовский князь и 179 мордовских мурз. В Симбирском уезде было 7 деревень служилой мордвы. Во 2-й пол. XVII века мордовские князья Бетей и Фёдор Сабановы несли городовую казачью службу в Верхнеломовском уезде, за что получили здесь значительные земельные наделы и денежные вознаграждения.
Потомки мордовских служилых людей постепенно ассимилировались в среде русского дворянства, приказных служителей, канцелярских служителей, торгово-промышленного люда, крестьянства и казачества. Некоторые фамилии мордовских князей легли в основу названий населённых пунктов Мордовии: Ромоданово, Ичалки; на месте жительства князей Сабановых ныне стоит село Сабаново.
В связи с организацией регулярной армии в начале XVIII века мордовская аристократия как военная сила потеряла былое значение. Нивелировке различий, самобытности способствовал переход большинства служилых людей в христианскую веру.

## Служба
Мордовские мурзы были лично свободными, не исполняли большинство повинностей, несли военную службу, за которую получали жалованье деньгами, землёй, в некоторых случаях — натурой («хлебное»). Наиболее привилегированная часть (мордовские князья Андреевы, Еделевы, Килдишевы, Мукшубеевы и др.) получала от 200 до 400 четвертей (100—200 десятин) земли и от 7 до 14 рублей, кроме различных прибавок; полковые и станичные мурзы — от 100 до 250 четвертей земли и от 2 до 10 рублей. В ряде случаев мордовские мурзы служили только на сохранение существовавших ранее привилегий.

## Избранный фамильный список
- Мордвиновы
- Алексеевы
- Андреевы
- Еделевы
- Издеберские
- Ичаловы
- Казуровы
- Кижедеевы
- Килдишевы
- Куломзины
- Лапины
- Мокшазаровы
- Мушкубеевы
- Павловы
- Полдясовы
- Разгильдеевы (возможно и татарское происхождение)
- Ромодановы
- Тяпины